# Léopold Justinard
Léopold Victor Justinard, né à Nogent-sur-Seine le 14 mai 1878 et mort à Paris le 8 février 1959, est un militaire et berbérisant français, grand-croix de la Légion d'honneur.

## Biographie

### Famille
Il est le fils ainé de Léopold Jérémie Justinard, petit notable de Nogent-sur-Seine, et de Marie Eugénie Yver, de Pont-sur-Seine.
De son mariage avec Marie-Charlotte Donau (1922), il eut un fils, Pierre Justinard (1923-2011), diplomate.

### Carrière militaire
Après l’École spéciale militaire de Saint-Cyr (1897-1899, promotion Bourbaki) d’où il sort avec le grade de sous-lieutenant, il passe deux ans au 148e régiment d'infanterie à Givet avant de partir pour l’Algérie où il intègre le 3e régiment de tirailleurs algériens. Il y apprend l’arabe parlé avec les troupes qui sont sous son commandement puis l’arabe littéraire avec l'imam kabyle d’une mosquée de Béjaïa (anciennement Bougie).
En 1911, sur sa demande, il est accepté au sein de la Mission militaire française au Maroc, sous le commandement du colonel Mangin, chargé d’instruire l’armée du sultan du moment (Moulay Hafid).
Durant cette période, il s'installe, à Fès, dans le quartier du Keddan. Il a alors pour voisins des compatriotes et amis tels que Samuel Biarnay ou encore Maurice Tranchant de Lunel.
Il réchappe aux journées sanglantes de Fès (17 au 19 avril 1912) grâce à ses troupes qui lui sont restées fidèles (casernés à Tamdert). C’est avec ces derniers, en grande partie originaire de la région de Marrakech, qu’il apprend l'une des langues berbères (chleuh, variante du Sous) usitée au Maroc et dont il rédigera le premier ouvrage d’apprentissage. C'est à cette époque qu'il reçoit le surnom de capitaine chleuh.
Au déclenchement de la Première Guerre mondiale (1914-1918), il est en congé au Proche-Orient, il rejoint rapidement la France où il combat et est plusieurs fois blessé. Au début de l'année 1915, il rejoint les régiments de tirailleurs marocains envoyés pour combattre en France. Au lendemain d'une période de convalescence à la suite d'une blessure, le capitaine Justinard est persuadé par le général Lyautey de retourner au Maroc. Justinard accepte à la condition d'être employé dans la région de Marrakech, au service des renseignements.
Après quelques mois passés à Marrakech, chargé d'une mission par le colonel de Lamothe, il est envoyé à Tiznit pour contrer une mission allemande menée par Edgar Proebster (orthographié « Pröbster » en allemand), chargée d'appuyer les populations du Sud marocain qui suivent le sultan de Kerdous (Anti-Atlas), Moulay Ahmed el Hiba. Le capitaine Justinard tiendra ce poste pendant près de cinq ans (1916-1921). En 1917, sa mission sera renforcée par la présence du caïd Taïeb el Goundafi et de ses troupes.
Le romancier Claude Farrère s'inspirera de lui pour le personnage du capitaine Louis de Chassagnes dans le roman Les Hommes nouveaux (1922).
En 1921, le caïd Goundafi tombe en disgrâce et est rappelé à Marrakech ; le commandant Justinard demande à mettre un terme à sa mission à Tiznit. Il est rappelé à Marrakech pour être l'éducateur de prince de 1921 à 1924. Le général Lyautey lui confie la mission d'encadrer le prince héritier présomptif du moment : Moulay Driss ben Youssef. En 1925, les succès d'Abdelkrim dans le Rif inquiètent (Guerre du Rif). Le 2 juin 1926, quelques jours après la reddition d'Abdelkrim à Targuist, le commandant Justinard a un accident d'avion, après une mission de renseignement dans le fief du chef rifain. Il en gardera le visage mutilé et la vue diminuée.

### Études berbères
Pendant près de deux ans, le commandant Justinard, hospitalisé à Taza, Casablanca, puis Paris, subit de nombreuses opérations chirurgicales, de longues périodes de convalescence. Il revient au Maroc en 1928, nommé à la section sociologique de la direction des affaires indigènes à Rabat. Il a comme directeur Édouard Michaux-Bellaire. En 1930, à la mort de ce dernier, il lui succède à la tête de la Section. Jusqu'à ce qu'il soit « rayé des contrôles » en 1941, le colonel Léopold Justinard coordonne et rédige de nombreuses publications en rapport avec les Berbères du Maroc. Il interrompt son travail d'érudit, en 1934, pour participer pacifiquement à la réduction du dernier îlot de résistance du Sud marocain.
De 1937 à 1956 (date de son retour en France), il vit dans la médina de Salé, près de Bab Jdid.

## Publications
- Manuel de berbère marocain, dialecte chleuh, Guilmot, 1914.
- Manuel de berbère marocain, dialecte rifain, Geuthner, 1926.
- Les Aït Ba Amran, Champion, 1930.
- Notes sur l’histoire du Sous au XVIe siècle, Champion, 1933.
- La Rihla du marabout de Tassaft, journal de route du marabout de Tasaft, Geuthner, 1940.
- Un grand chef berbère, le caïd Goundafi, Atlantides, 1951.
- Fawaïd, Durand, 1953.
- Un petit royaume berbère, le Tazeroualt. Un saint berbère, Sidi Ahmed ou Moussa, Maisonneuve, 1954.

### Décorations

#### Principales décorations françaises
- Grand-croix de la Légion d'honneur (21 septembre 1955)
  - Grand-Officier de la Légion d'honneur (17 septembre 1953)
  - Commandeur de la Légion d’honneur (10 juillet 1926)
  - Officier de la Légion d’honneur (16 juin 1920)
  - Chevalier de la Légion d’honneur (10 décembre 1912)
- Croix de guerre 1914-1918
- Médaille commémorative du Maroc (1907-1909), agrafes « Oujda » et « Haut Guir »
- Médaille coloniale, agrafe « Maroc » (28 avril 1914)

#### Décorations étrangères
- Officier du Nicham Hafidien
- Officier du Ouissam Alaouite
- Commandeur du Ouissam Alaouite (14 juillet 1922)
- Médaille du mérite militaire Chérifien (10 juin 1937)